# La kryptonite nella borsa
La kryptonite nella borsa è un film del 2011 diretto da Ivan Cotroneo, al suo esordio alla regia, tratto dal suo omonimo romanzo pubblicato nel 2007 da Bompiani, presentato in concorso al Festival Internazionale del Film di Roma 2011.

## Trama
Nella Napoli del 1973, Peppino Sansone, un sensibile bambino di 9 anni impacciato e occhialuto, vive in una famiglia alquanto bizzarra e sopra le righe; sua madre Rosaria è entrata in depressione e si è chiusa in un angosciante silenzio, dopo aver scoperto i tradimenti del marito commerciante. Il padre cerca di distrarre il figlio dalle vicende familiari regalandogli tre pulcini da allevare come animali da compagnia, che però faranno una brutta fine.
A distrarre Peppino ci pensano i giovani zii hippie, Salvatore e Titina, che lo coinvolgono in feste in discoteca e manifestazioni femministe. Ma il più grande amico di Peppino è suo cugino Gennaro, un tipo strano che si crede Superman. Quando il cugino muore improvvisamente investito da un autobus, Peppino, grazie alla sua fantasia, lo riporta in vita nel suo immaginario, come supereroe e maestro di vita.
Grazie ai suoi "consigli", Peppino affronta le vicissitudini quotidiane e si avvicina al complicato mondo degli adulti. Tra l'altro da alcuni dettagli si capisce che la morte di Gennaro è stata forse causata dalla sua inespressa omosessualità e sul finale del film il ragazzo insegna al bambino ad essere quello che si è, valorizzando le proprie diversità personali.

## Produzione
Il film è prodotto da Indigo Film in collaborazione con Rai Cinema e il contributo del Ministero per i Beni e le Attività Culturali (MiBAC). È stato girato interamente a Napoli tra maggio e giugno del 2011.

## Distribuzione
Il film è stato distribuito nelle sale dalla Lucky Red in data 4 novembre 2011.

## Riconoscimenti
Il 4 marzo 2012, nell'ambito delle iniziative connesse al Festival del Cinema di Porretta Terme, il film è stato proiettato al cinema Kursaal della cittadina emiliana, in presenza del regista, successivamente premiato dagli organizzatori della manifestazione cinematografica.
Il film ha successivamente ottenuto cinque candidature ai David di Donatello 2012. e tre candidature per il Nastro d'argento 2012 tra cui quella come migliore commedia.
- 2012 – David di Donatello
  - Candidatura Migliore attrice protagonista a Valeria Golino
  - Candidatura Migliore attrice non protagonista a Cristiana Capotondi
  - Candidatura Migliori costumi a Rossano Marchi
  - Candidatura Miglior trucco a Maurizio Fazzini
  - Candidatura Migliori acconciature a Mauro Tamagnini
- 2012 – Nastro d'argento
  - Candidatura Migliore commedia
  - Candidatura Migliore attrice protagonista a Valeria Golino
  - Candidatura Migliori costumi a Rossano Marchi
- 2012 – Ciak d'oro
  - Miglior attrice protagonista a Valeria Golino[6]
  - Miglior fotografia a Luca Bigazzi[6]
  - Migliori costumi a Rossano Marchi[6]
- 2012 – Globo d'oro
  - Candidatura Miglior attrice a Valeria Golino
- 2012 – Annecy cinéma italien[7]
  - Grand Prix Annecy Cinéma Italien
  - Prix d'interprétation féminine a Valeria Golino

## Colonna sonora
Nella colonna sonora del film sono inclusi alcuni successi musicali degli anni Sessanta, ed una cover di These Boots Are Made for Walkin' di Nancy Sinatra eseguita dai Planet Funk. Cotroneo stesso ha diretto il videoclip che accompagna il brano e che coinvolge diversi attori del film. Degna di nota la presenza del brano Life on Mars? di David Bowie in una scena topica del film. Degna di nota anche la presenza di Lust for Life di Iggy Pop, che però è del 1977 (il film è ambientato nel 1973).